# Bonitasaura
Bonitasaura („ještěr z La Bonita“) byl rod sauropodního dinosaura, který žil v období svrchní křídy na území argentinské Patagonie. Fragmentární fosilie subadultního exempláře byly formálně popsány roku 2004 paleontologem Sebastianem Apesteguíou pod druhovým jménem B. salgadoi. Holotyp sestává z části spodní čelisti se zuby, série obratlů a několika kostí dolních končetin.

## Objev
Fosilie tohoto dinosaura byly objeveny v sedimentech velmi bohatého souvrství Bajo de la Carpa, které časově spadají do geologického věku santon (asi před 85 miliony let). Místem objevu je provincie Río Negro v argentinské Patagonii. Rodové jméno Bonitasaura vychází z názvu lomu, ve kterém byl objev původně učiněn (La Bonita). Spolu s fosiliemi tohoto sauropodního dinosaura byly objeveny také fosilie několika teropodních dinosaurů. Druhové jméno je pak poctou argentinskému paleontologovi Leonardu Salgadovi. Zajímavostí je neobvyklý tvar zubů tohoto sauropoda (s polygonálním průřezem). Podobný anatomický znak ze známých sauropodů má pouze nepříliš známý rod Clasmodosaurus, popsaný roku 1898 rovněž z Argentiny.

## Rozměry

Porovnání velikosti holotypu bonitasaury s dospělým člověkem.

Podle paleontologa Thomase R. Holtze, Jr. dosahoval nedospělý jedinec tohoto druhu délky asi 7 metrů. Nezávislý americký badatel Gregory S. Paul uvádí pro tento druh délku 10 metrů a hmotnost 5000 kg. Jednalo se tedy o poměrně malého zástupce této skupiny často obřích sauropodů.

## Systematika
B. salgadoi byl poměrně vyspělý titanosaurní sauropod blízce příbuzný kladům Lognkosauria a Rinconsauria. Mezi nejbližší příbuzné patřil například rod Chucarosaurus.